# Charles Cyphers
Charles Cyphers (Niagara Falls, Nueva York; 28 de julio de 1939-Tucson, Arizona; 4 de agosto de 2024) fue un actor estadounidense, conocido por su papel como el alguacil Brackett en la película Halloween (1978), su secuela (1981) y Halloween Kills (2021).

## Carrera
Cyphers es reconocido por actuar en varias películas del director John Carpenter, especialmente por su papel del alguacil Leigh Brackett en Halloween de 1978. Repitió este rol en la secuela de 1981. Trabajó en otros filmes de Carpenter como La niebla (1980) y 1997: Rescate en Nueva York (1981).
En televisión ha aparecido en series como Los ángeles de Charlie, La mujer biónica, Sliders, Dallas, ER, Seinfeld, JAG, Canción triste de Hill Street y Any Day Now.
En 2020 se anunció que Cyphers volvería a interpretar su personaje del alguacil Leigh Brackett en una nueva entrega de la saga de Halloween, titulada Halloween Kills.
Falleció en Tucson, Arizona el 4 de agosto de 2024 a los 85 años de edad.

## Filmografía
- Truck Turner (1974) ....Ebrio
- Vigilante Force (1976) ....Perry Beal
- Assault on Precinct 13 (1976) ....Starker
- MacArthur (1977) ....Forest Harding
- Coming Home (1978) ....Pee Wee
- Someone's Watching Me! (1978) ....Gary Hunt
- Halloween (1978) ....Sheriff Leigh Brackett
- Elvis (1979)....Sam Phillips
- The Onion Field (1979) ....Capellán
- Borderline (1980) ....Ski
- The Fog (1980)....Dan O'Bannon
- Escape from New York (1981) ....Secretario de Estado
- Halloween II (1981) ....Sheriff Leigh Brackett
- Death Wish II (1982) ....Ronald Kay
- Honkytonk Man (1982) ....Stubbs
- Hunter's Blood (1986) ....Woody
- Grizzly II: The Predator (1987) ....Steve
- Big Bad Mama II (1987) ....Stark
- Gleaming the Cube (1989) ....Harvey McGill
- Major League (1989) ....Charlie Donovan
- Loaded Weapon 1 (1993) ....Interrogador
- Mach 2 (2001) ....Harry Olson
- Critical Mass (2001) ....Henderson
- Dead Calling (2006) ....Chuck Walker
- Sin-Jin Smyth (2006)
- Methodic (2007) ....Sperranza
- Halloween Kills (2020) ....Sheriff Leigh Brackett